# Думка (скульптура)
«Думка», «Мисль» (рос. Мысль) — скульптура, створена С. Д. Меркуровим в 1911—1913 роках (габро, порфір). У 1955 році була встановлена на могилі автора на Новодівичому кладовищі у Москві.

## Історія
Над скульптурою «Думка» С. Д. Меркуров працював в 1911—1913 роках у своїй майстерні на Цвітному бульварі в Москві. Вона створювалася як центральний елемент триптиха, крайніми фігурами якого були створені тоді ж пам'ятник Ф. М. Достоєвському і пам'ятник Л. М. Толстому. Подальшій роботі зі скульптурою, а також її реалізації в дореволюційний період, завадила Перша світова війна.
У 1918 році «Думка» була викуплена у скульптора і встановлена біля входу на Цвітний бульвар з боку Трубної площі. У 1936 році, у зв'язку з реконструкцією бульвару, скульптура була перенесена на Поварську вулицю (тоді вулицю Воровського) до будинку Ростових, де на той час розташовувався Союз письменників СРСР. У 1955 році скульптура була перенесена на Новодівочий цвинтар на могилу її автора — скульптора С. Д. Меркурова (ділянка № 2).

## Опис
Монумент створений в характерному для дореволюційних робіт Меркурова стилі. Статуя виготовлена з великого шматка чорного граніту. Ймовірно, натхненням для автора була скульптура «Мислитель» Родена. Меркуров зобразив чоловіка в повний зріст у характерній позі «Мислителя». Нижня частина обличчя прикрита рукою, лиса голова нахилена вперед. До його ніг спадають кругові складки вбрання, схожого на одяг східних жерців.
Мистецтвознавець М. Д. Соболевський в 1947 році зазначав: «Статичність, скутість фігури уживаються в скульптурі зі сміливим реалістичним трактуванням голови». Сам Меркуров так характеризував свою роботу: «Я створив „Думку“. Ця скульптура зображує людину, що намагалася своїм розумом знайти шляхи, щоб переробити світ».